# RegioJet
RegioJet a.s. (MDV: RJ) é uma empresa privada checa de transporte ferroviário e rodoviário de passageiros. É detida a 100% pela empresa Student Agency, propriedade de Radim Jančura. Tem a sua sede social em Brno, República Checa, e uma filial homónima com sede em Bratislava, Eslováquia.
A empresa iniciou as suas atividades no transporte regular de passageiros por autocarro sob a marca Student Agency, em 2004. O transporte ferroviário público ocasional foi operado pela primeira vez em 24 de abril de 2010. Já a primeira linha ferroviária de transporte regular de passageiros teve início em 26 de setembro de 2011.
A transportadora, procurando melhorar o mercado de transporte, chamou a atenção do público em geral especialmente graças à sua frota moderna, com a característica cor amarela, e ao seu alto padrão de serviços orientados para o cliente. As linhas de transporte percorrem a República Checa e a Eslováquia e continuam até outras 90 cidades da Europa.